# Tisonia
Tisonia es un género con 18 especies de plantas de flores perteneciente a la familia Salicaceae.

## Taxonomía
Tisonia fue descrito por Henri Ernest Baillon y publicado en Bulletin Mensuel de la Société Linnéenne de Paris 1: 568. 1886. La especie tipo es: Tisonia ficulnea Baill.  

## Especies seleccionadas
- Tisonia bailloni
- Tisonia baronii
- Tisonia capuronii
- Tisonia cloiselii
- Tisonia coriacea